# 加蘭 (桑坦德省)
加蘭是哥倫比亞的城鎮，位於該國東北部，由桑坦德省負責管轄，始建於1783年8月27日，面積205平方公里，海拔高度AGRI米，主要經濟活動是畜牧業，2005年人口2,903。
6°42′N 73°18′W / 6.700°N 73.300°W